# Frank Schaefer
Frank Schaefer (Köln, 1963. október 26. –) német labdarúgóedző, jelenleg az 1. FC Köln trénere.
A diplomás sporttanár Schaefer tizenéves korában az 1. FC Köln utánpótláscsapataiban játszott, ám az aktív pályafutását fiatalon befejezte. 1982-től az egyesület utánpótlás-edzője volt, amíg el nem vállalta a Bayer Leverkusen U19-es csapatának az irányítását. 2003 nyarán visszatért a Kölnhöz, ahol előbb az U19-es csapat trénere, majd 2006 novemberében az első számú csapat segédedzője lett, végül 2007-től az U23-as keret vezetőedzőjeként tevékenykedett.
Zvonimir Soldo, az addigi tréner 2010. október 24-i elbocsátását követően Schaefer lett az 1. FC Köln vezetőedzője.

## Külső hivatkozások
- Pályafutása statisztikái a fussballdaten.de-n (németül)
- Profil a worldfootball.net-en (angolul)
- Profil a transfermarkt.de-n (németül)